# Henryk Lewinson
Henryk Lewinson (ur. 28 stycznia 1883 w Charkowie, zm. w Łodzi) – polski architekt, inżynier, działacz sportowy.

## Życiorys
Uczył się w gimnazjum w Warszawie i Sosnowcu. Na studia wyjechał do Darmstadt, gdzie na  Wydziale Architektury Politechniki w Darmstadt uzyskał dyplom inżyniera-architekta. Studiował też w Akademii Sztuk Pięknych we Frankfurcie. Otrzymał wówczas wiele nagród za projekty budynków użyteczności publicznej we Frankfurcie, Hamburgu i Wiesbaden.
Mieszkał w Łodzi, gdzie w 1916 założył Stowarzyszenie Artystów i Zwolenników Sztuk Pięknych, które został przewodniczącym. Stowarzyszenie organizowało wystawy w Domu Sztuki przy ul. Piotrkowskiej. Lewinson w tym czasie zaprojektował kilka budynków w Łodzi. Należał do Stowarzyszenia Architektów w Łodzi. Był współwłaścicielem przedsiębiorstwa budowlanego Lewinson i Lewi. Zaangażował się również w organizację sportu żydowskiego w Łodzi. Pełnił funkcję wiceprezesa Żydowskiego Stowarzyszenia Gimnastyczno-Sportowego „Ha-Koach”.
Jego bliskim współpracownikiem był architekt Paweł Lewy.
Najprawdopodobniej zginął w łódzkim getcie.

## Realizacje
Jedną z ważniejszych realizacji architektonicznych Henryka Lewinsona była kamienica Szymela i Heleny Wileńskich przy pl. Komuny Paryskiej 1.
Był również odpowiedzialny, razem z Paweł Lewym, za projekt pierwszej łódzkiej „luksusowej” kamienicy przy ul. Sienkiewicza 51.